# ヘルシンキ中央図書館
ヘルシンキ中央図書館オーディ（ヘルシンキちゅうおうとしょかんオーディ、フィンランド語: Helsingin keskustakirjasto Oodi; スウェーデン語: Helsingfors centrumbibliotek Ode）は、フィンランドのヘルシンキにある公共図書館。2018年12月5日に開設され、一般に「オーディ」の愛称で親しまれる。Töölönlahti地区に位置し、フィンランド音楽センターとヘルシンキ現代美術館に隣接する。

## 概要
独立100周年のメインプロジェクトとして国に指定された。一般公募1,600件以上の候補から選ばれた愛称の「Oodi」はフィンランド語で「頌歌（しょうか）」の意味。

コンセプトは、人々が交流するリビングルーム。コーヒーを飲みながら、バルコニーから街の景色を眺めることも可能。
- 敷地面積 - 17,000平方メートル
- 1階 - カフェ、映画館、展示場、イベントホールなど
- 2階 - 仕事や学びのためのフロアで、会議室、各種スタジオ、個室、設備の揃った工房など
- 3階 - 本の楽園をイメージしたフロア

ガラスと鉄の構造と木を用いた印象的な外観は、伝統技術と現代建築を組み合わせ、最上階を除いて、建物の外装は全て木材が使用されている。—Visit Finland (フィンランド政府観光局)プレスリリース、PR TIMES（2018年12月4日）

## 歴史
2012年の図書館建設入札の結果、フィンランドの建築会社ALA Architectsと構造設計のRamboll Finlandが獲得した。図書館3階建てで、1階に サウナと映画館を含む計画だった。2015年1月、ヘルシンキ市議会は、建築プロジェクトを起動するために75–8に投票した。新図書館の推定費用は98百万ユーロで、2017年のフィンランドの独立 100周年に関連して、州は3,000万ユーロを支払うことに合意した 。

2016年12月31日、新図書館の名称をフィンランド語でOodi、スウェーデン語でOde (直訳: Ode)と発表した。英語の正式名称は「Helsinki Central Library Oodi」と「Library Oodi, Helsinki」の2通りある。フィンランド音楽センターとヘルシンキ現代美術館の隣にある。2018年12月5日、フィンランド独立記念日の前夜に開館した。

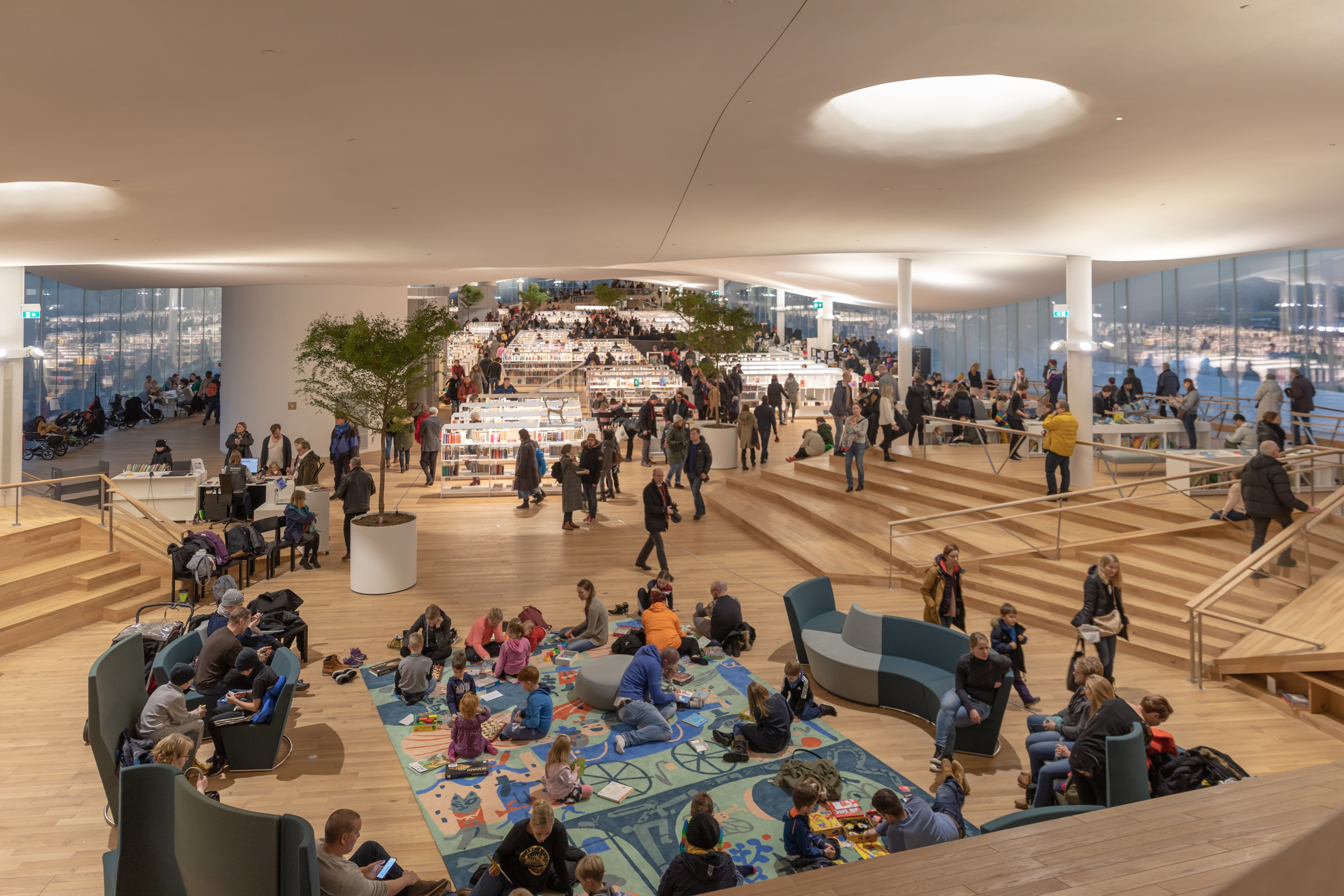
ライブラリーOodiの3階

## デザイナー
ALA partners - Juho Grönholm, Antti Nousjoki, Janne Teräsvirta (〜2015) and Samuli Woolston with Niklas Mahlberg, Michal Bala, Marina Diaz Garcia, Jyri Eskola, Zuzana Hejtmankova, Anna Juhola, Mette Kahlos, Anniina Kortemaa, Malgorzata Mutkowska, T.K. Justin Ng, Aleksi Niemeläinen, Marlène Oberli-Räihä, Olli Parviainen, Anton Pramstrahler, Akanksha Rathi, Niina Rinkinen, Pauliina Rossi, Heikki Ruoho, Mikael Rupponen, Mirja Sillanpää, Miguel Silva, Pekka Sivula, Tom Stevens, Tuulikki Tanska, Nea Tuominen, Jussi Vuori and Erica Österlund
PöyryCM（プロジェクトマネージャー）、Ramboll Finland / UK / Denmark（構造工学）、Finnmap Infra＆Sipti Infra（地理計画）、Projectus Team（HVAC）、InsinööritoimistoLausamo（電気工学）、InsinööritoimistoMarkku Kauriala（火災安全）、Gravicon （BIM調整）、VIZarch（レンダリング）、Arup（エネルギー技術スペシャリスト、機械工学、構造工学、およびコンペティション段階のファサード工学）、Klaus Stolt（スケールモデル）

## 受賞
2019年、国際図書館連盟(International Federation of Library Associations、IFLA) は、Oodiを年間最優秀図書館に選出した。